# 磁山文化
磁山文化（公元前6000年 – 前5000年），是中国华北地区的新石器时代早期考古学文化，得名于1933年在河北省武安县发现的磁山遗址，年代约为距今8000年-7000年前，主要分布在太行山东麓、燕山山麓以南、黄河以北的低山丘陵和山前平原地区，即河北省。
與大地灣文化約為同時，與臨近的裴李崗文化及北辛文化分享了許多共同的文化特徵。磁山文化下接仰韶文化、龙山文化，组成中原先民一个完整的發展链条
磁山文化可能起源自原始漢藏族或原始漢族，與漢藏語系起源有關。

## 遺址
磁山文化主要分布在河北南部和河南北部，遗址比较密集的地区在武安县境内的洺河流域。除磁山遗址外，重要遗址还包括河北保定容城坡上遗址、河南淇县花窝遗址等。

## 生活
居民从事原始农业，农作物以粟为主。考古人员发现了较多的石镰、石铲、石刀、石斧，说明此时的农业生产已经进入“锄耕农业”阶段。磁山和花窝遗址出土的猪和狗的骨骼为原始家畜饲养提供了证据。各遗址普遍出土的骨簇、鱼镖等狩猎工具说明渔猎也是居民经济生活的重要辅助。制陶业较原始，处于手制阶段，火候不高，前期多夹砂褐陶，纹饰有绳纹、编织纹、篦纹等，器形以陶盂和支座为主，亦有罐、杯、盘等，后期夹砂红陶和细泥红陶逐渐增多，三足钵数量较多，出现了与圆足罐等。石器多为磨制，亦有打制。住房为圆形或椭圆形半地穴式建筑，早期无门道，后期出现阶梯式门道。储藏东西的窖穴发现较多，内有粮食堆积。
在磁山遗址中，发现80多个粮食窖穴，共约十万多斤，一开始鉴定为粟。后来2009年经重新鉴定，只有一小部分的粮食遗存是粟，且年代较晚；大部分都是黍。
磁山文化有三项“世界之最”，最早由人工培植粟类；最早饲养家鸡；最早種植核桃。

## 研究

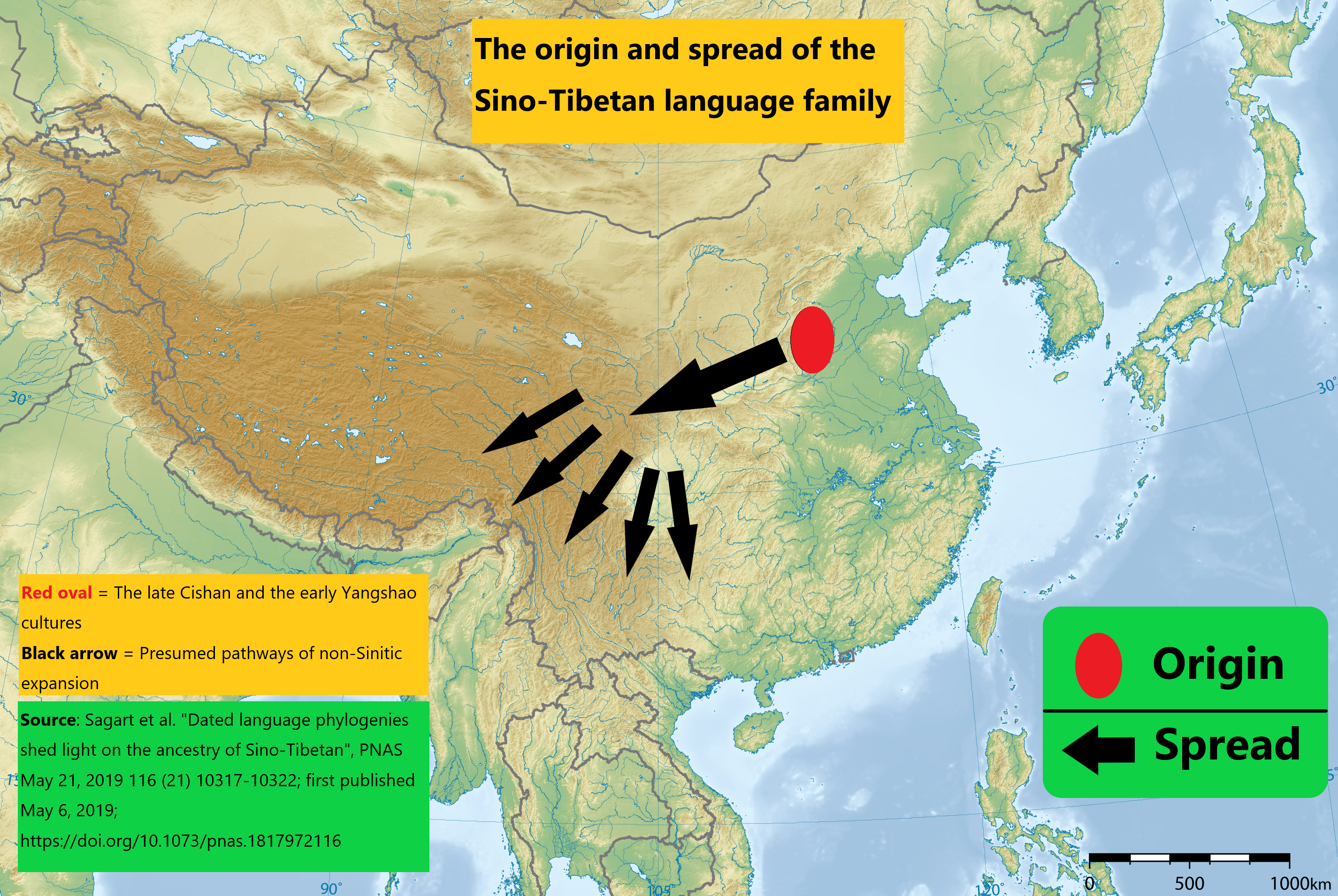
汉藏语系的起源与传播。红椭圆是磁山晚期和仰韶早期的文化。黑色箭头是藏緬语族自漢藏語系分裂出來後向西擴張的假定途径。在将语言比较方法应用于沙加尔于2019年开发的比较语言数据数据库以识别声音对应关系并建立同源词后，系统发育方法被用于推断这些语言之间的关系并估计其起源和家乡的年龄。

磁山文化与裴李岗文化关系密切，有人提出了“裴李岗·磁山文化”，将它们视为同一种文化类型。
也有学者认为它们是有一些共同特征的两种不同文化类型。总体看来，裴李岗文化和磁山文化后期比较接近。

## 参看
- 裴李岗文化
- 中国新石器文化列表